# Statele fărâmițate
În istoria europeană medievală, statele fărâmițate au fost țările europene feudale care s-au opus centralizării. Spre deosebire de cele mai mari puteri ale Apusului Europei (Franța, Anglia, Spania), în Germania și Italia se menține fărâmițarea țărilor feudale.

## Fărâmițarea Germaniei.Bula de Aur
Faptul că puterea imperială era slabă s-a vădit prin înfrângerea împăraților în fața papalității. Pe lângă faptul că puterea nobililor crescuse foarte mult, din imperiu făceau parte și teritorii negermane, astfel încât în secolul al XIII-lea Germania a fost dominată de "legea pumnului" și astfel tronul a fost disputat în permanență (Marele interregn, 1250-1273). Rudolf de Habsburg a oprit aceste situații.
Fărâmițarea Germaniei a fost oficializată de Bula de Aur în 1356, de împăratul Carol al IV-lea de Luxemburg. Actul a decis ca alegerea împăratului să fie făcută de un colegiu din șapte principi electori dintre care trei ecleziastici (arhiepiscopii de Köln, Trier și Mainz și patru laici (ducele de Saxonia, regele Boemiei, contele palatin de Rin și margraful de Brandenburg. Acestă situație consacra slăbirea puterii imperiale și fărâmițarea politică specifică Germaniei timp de secole.
| “             | Hotărâm, cu deplinătatea puterii că cel ce va fi ales... rege al romanilor, îndată după această alegere, înainte ca pe baza puterii sfântului imperiu să fi exercitat cârmuirea în vreo altă pricină sau treabă, trebuie să întărească principilor electori... toate privilegiile, documentele, drepturile, libertățile și daniile, vechile obiceiuri și demnitățile lor... | ” |
| — Bula de Aur | |   |

## Fărâmițarea Italiei
Pe perioada Evului Mediu, Italia s-a împărțit în mai multe state:
- Statele orășenești, alcătuite din republicile aristrocratice Veneția și Genova, signoriile conduse de familii aristrocratice (Florența)
- Statul papal era statul aparținând clerului, avându-l pe papa în frunte. Era situat în centrul Italiei

și avea reședința la: Parma, Modena
- - principatele feudale laice: Milano, Verona, Mantova, Ferrara

Datorită luptei dintre papalitate și imperiu, din secolele XI - XIV, Italia a fost împărțită în două tabere: guelfii (cei care țineau cu papa) și ghibelinii (cei care țineau cu împăratul) și astfel s-a menținut mai departe fărâmițarea politică.